# Limnaecia tetraplanetis
Limnaecia tetraplanetis là một loài bướm đêm thuộc họ Cosmopterigidae. Loài này có ở Úc.